# Irã nos Jogos Olímpicos de Verão de 1968
O Irã competiu nos Jogos Olímpicos de Verão de 1968, realizados em Cidade do México, México.